# The Walkabouts
The Walkabouts sono un gruppo rock statunitense, formatosi a Seattle nel 1984, dall'incontro di Chris Eckman e Carla Torgerson.
La loro musica è un riuscito innesto di elementi folk su una base di rock indipendente ed è fortemente caratterizzata dall'alternarsi al canto di una voce maschile e una voce femminile.

## Storia del gruppo
All'inizio degli anni ottanta i fratelli Grant, Curt e Chris Eckman avevano formato "The Innocents", gruppo ispirato dal punk dei Buzzcocks e dai gruppi hardcore punk della California. Chris conosceva superficialmente Carla Torgerson e la ritrova come collega di lavoro in una fabbrica di pesce in scatola in Alaska, dove tutti e due cercano di racimolare i soldi per pagarsi il college.
Chris e Carla formarono quindi un nuovo gruppo, che prese in prestito il nome dal film di Nicolas Roeg del 1971. Il gruppo iniziò a proporre la musica composta dai due ed incise un Lp, 22 Disasters" per la Necessity, di cui si sono perse le tracce. I brani composti per il successivo lavoro, Weight and Rivers,  saranno pubblicati solo come bonus tracks sul primo vero album del gruppo, See Beautiful Rattlesnake Gardens del 1988, su etichetta Pop Llama.
La loro fama crebbe tanto che la Sub Pop Records li mise sotto contratto, anche se la loro musica era completamente diversa da quella dei compagni di scuderia. Il rapporto con la casa discografica sarà tutt'altro che tranquillo e disteso e il clima influenzerà sia l'album successivo Cataract (1989 ) che l'EP Rag and Bone (1990). Segue l'album Scavenger del 1991, con la collaborazione di Natalie Merchant e Brian Eno.
La Sub Pop non rinnova il contratto, che viene però rilevato, dalla divisione europea dell'etichetta che fa capo alla Glitterhouse Records. Proprio l'Europa ha dato le maggiori soddisfazioni artistiche alla band, continente dove si sono trasferiti e che hanno percorso con numerose tournée. Anche i loro dischi vengono pubblicati sempre prima nel vecchio continente che in patria.
Il 1993 fu un anno prolifico, videro la luce gli album New West Motel, tra le loro vette artistiche e dall'impatto più rock dei precedenti e Satisfied Mind, raccolta di cover che spazia da Nick Cave a Patti Smith, a Gene Clark e John Cale, suonato con l'aiuto di ospiti illustri quali Peter Buck dei R.E.M., Mark Lanegan degli Screaming Trees e Ivan Kral del Patti Smith Group.
L'anno successivo Setting the Woods on Fire conferma la ricca vena compositiva dei due autori.
Il gruppo viene messo sotto contratto dalla Virgin tedesca che permette loro di realizzare un disco con un'intera orchestra: Devil's Road.

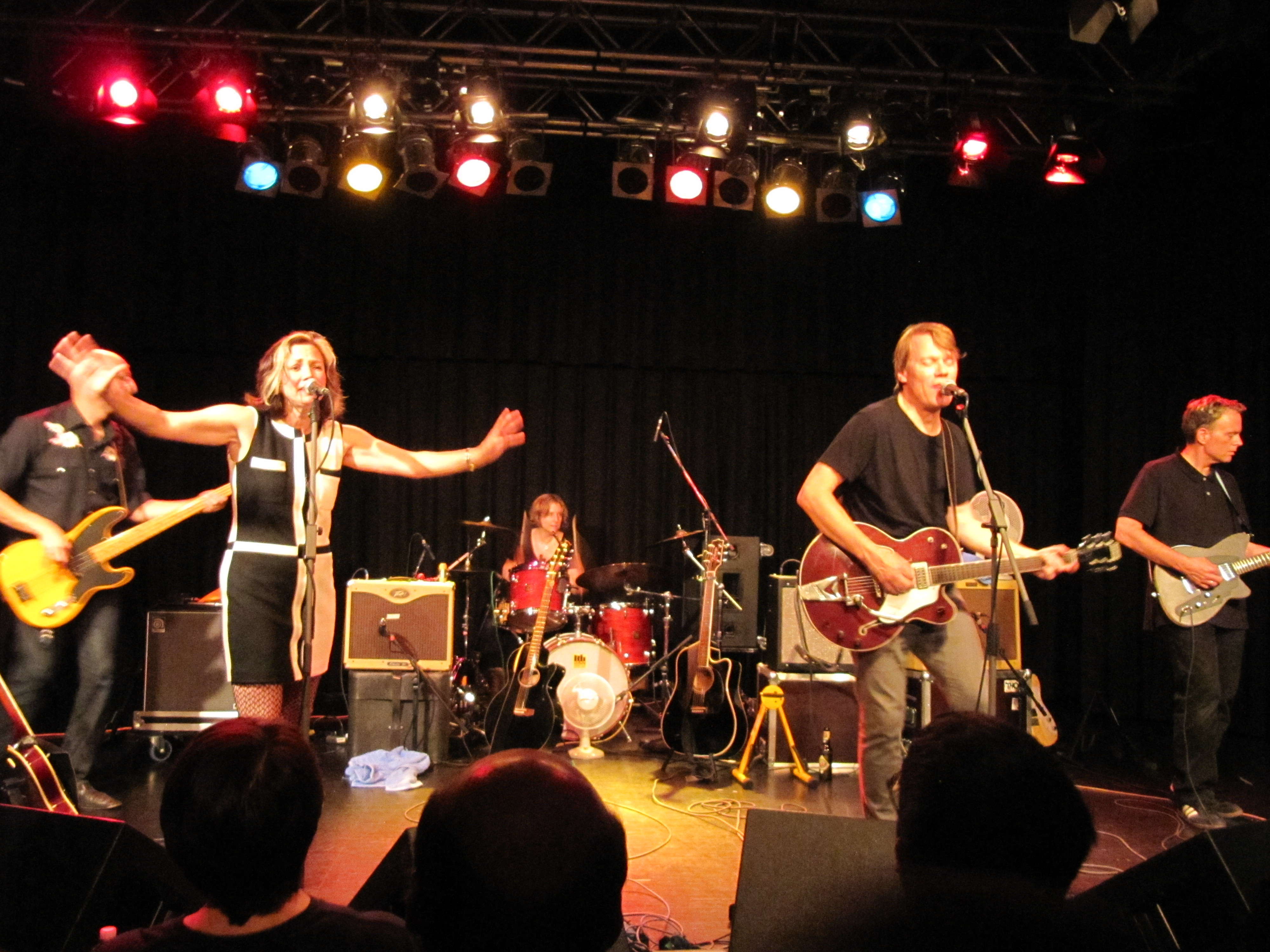
Il gruppo in concerto nel 2012

Nighttown, del 1997, prosegue il discorso musicale, ma conclude il rapporto con la major.
Il ritorno alla Glitterhouse è suggellato da Trail of Stars del 1999, nel quale si sentono i primi apporti di musica elettronica. The Train Leaves at Eight saluta il nuovo millennio proseguendo il discorso di Satisfied Mind con pregevoli covers, tra le quali Disamistade di Ivano Fossati e Fabrizio De André.
Nonostante la possibilità di sciogliere il gruppo sia sempre più concreta e dopo che Chris e Carla hanno posto fine alla loro relazione, Ended Up a Stranger del 2001 è ancora una volta un buon disco.
I progetti solisti tengono occupati i due autori per qualche tempo e bisogna attendere il 2005 per ascoltare il nuovo album del gruppo. Acetylene è stato registrato dal vivo in studio, la musica è basata sulle chitarre elettriche ed i testi sono esplicitamente ancorati alla realtà del momento.
Nel 2007 Chris Eckman assieme a Hugo Race e Chris Brokaw ha creato il progetto rock con contaminazioni etniche dei Dirtmusic.
Nel 2010, il chitarrista Paul Austin si unisce alla band per realizzare un nuovo disco che manca da lungo tempo e che si chiamerà Travels in the Dustland, uscito in Europa il 21 ottobre 2011 e negli Stati Uniti all'inizio di novembre.
Un anno dopo, 21 novembre 2012, è uscito Berlin registrato al C Club di Berlino il 14 luglio 2012 primo album ufficiale dal vivo del gruppo considerato come uno dei più importanti album dal vivo del nuovo roots rock americano.

## Discografia

### EP studio
- 1985 - 22 Disasters - (Necessity)
- 1987 - Linda Evans/Cyclone - (Necessity)
- 1990 - Rag and Bone - (Sub Pop)
- 2003 - Slow Days with Nina Tributo a Nina Simone- (Shingle Street)

### Album studio
- 1988 - See Beautiful Rattlesnake Gardens - (PopLlama)
- 1989 - Cataract - (Sub Pop)
- 1991 - Scavenger - (Sub Pop)
- 1993 - New West Motel - (Sub Pop Germany)
- 1993 - Satisfied Mind - (Sub Pop Germany)
- 1994 - Setting the Woods on Fire - (Sub Pop Germany)
- 1996 - Devil's Road - (Virgin, Germany)
- 1997 - Nighttown - (Virgin, Germany)
- 1999 - Trail of Stars - (Glitterhouse)
- 2000 - Train Leaves at Eight - (Glitterhouse)
- 2001 - Ended Up a Stranger - (Glitterhouse)
- 2003 - Shimmers - (Glitterhouse)
- 2005 - Acetylene - (Glitterhouse)
- 2011 - Travels in the Dustland - (Glitterhouse)

### Raccolte
- 1996 - Death Valley Days: Lost Songs and Rarities, 1985-1995 - (Glitterhouse)
- 2002 - Watermarks -  Antologia 1991-2002 dai dischi Innerstate, Glitterhouse e Virgin
- 2005 - Drunken Soundtracks: Lost Songs and Rarities, 1995-2001 - (Glitterhouse)
- 2009 - Got No Chains - (Glitterhouse) (2 dischi, il primo contiene brani rimasterizzati, l'altro è un disco tributo ai Walkabouts)

### Album dal vivo
- 2007 - Prague - (Glitterhouse, edizione limitata)
- 2012 - Berlin - (Glitterhouse)

### Apparizioni in compilation
- Sub Pop 200 con il brano Got No Chains (Sub Pop Records)

## Discografia di Carla Torgerson
- Saint Stranger (Glitterhouse)